# Berthold von Deimling

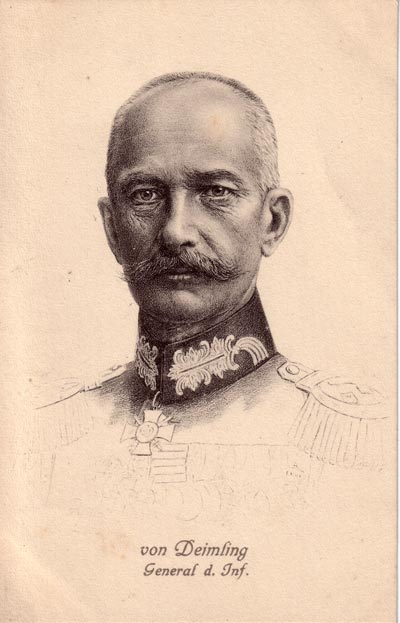
Berthold von Deimling

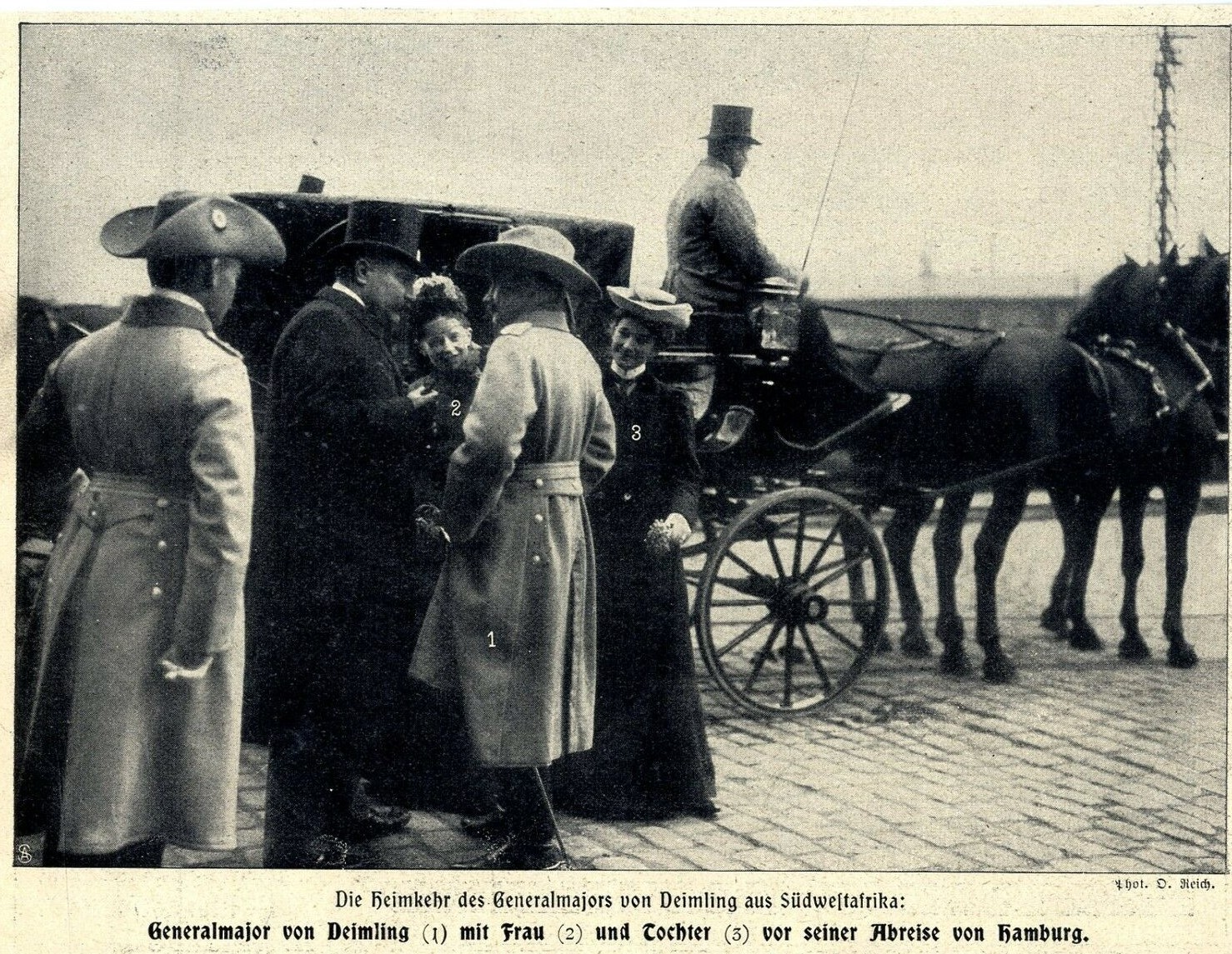
Terugkeer van von Deimling uit Zuidwest-Afrika in 1907

Berthold von Deimling (Karlsruhe, 21 maart 1853 - Baden-Baden, 3 februari 1944) was een Duitse militair die actief was in Duits-Zuidwest-Afrika en aan het westfront tijdens de Eerste Wereldoorlog. Hij stond bekend als een eigenzinnig en meedogenloos militair maar tijdens de Weimarrepubliek ontpopte hij zich als pacifist.

## Levensloop
Berthold Deimling was de oudste van zes kinderen in een gezin uit de middenklasse. Hij liep school aan het gymnasium in Freiburg en nam in oktober 1871 dienst als eenjarige vrijwilliger bij het 5. Badische Infanterie-Regiment 113 in Freiburg. Hij volgde hierin het voorbeeld van zijn oom Ludwig Deimling die als officier van Baden had gevochten in de oorlog tegen Pruisen in 1866 en in de Frans-Duitse Oorlog (1870-1871).
In 1873 werd Deimling tot onderluitenant bevorderd en werd gestationeerd in Rendsburg. Hij slaagde voor het toelatingsexamen voor de Kriegsakademie waar hij tussen 1879 en 1882 student was. Hij werd daarna bevorderd tot luitenant. Enige jaren werd hij opgenomen in de Grote Generale Staf (Großer Generalstab), maar in 1901 maakte hij een slechte beurt tijdens een militaire oefening. Dit leidde ertoe dat hij in 1903 werd weggepromoveerd naar een infanterieregiment.

### Duits-Zuidwest-Afrika
In 1904 meldde Deimling zich aan voor dienst in de Duitse kolonie Zuidwest-Afrika (nu Namibië). Daar was een opstand bezig van de Herero en de Namakwa. Na een conflict met de Duitse bevelhebber ter plaatse, Lothar von Trotha, en met een schouderwond keerde Deimling terug naar Duitsland. Daar pleitte hij voor de aanleg van een spoorweg in de kolonie en hij werd opgemerkt door keizer Wilhelm II. In 1905 werd hij in de adelstand verheven. Van Trotha was intussen in ongenade gevallen en von Deimling werd naar Zuidwest-Afrika gestuurd als nieuwe militaire bevelhebber. Hij kreeg de opdracht van de keizer om de oorlog daar zo snel mogelijk te beëindigen. In 1907 sloot von Deimling een vredesverdrag met de opstandelingen zonder eerst de Duitse regering of legerleiding te consulteren.

### Elzas
In 1907 keerde hij terug naar Duitsland en werd aangesteld als brigadebevelhebber en later divisiebevelhebber. In 1913 kreeg hij het bevel over het 15e Legerkorps dat gelegerd was in Elzas. Onder zijn leiding deed zich de Zabern-affaire voor die voor onrust en protest zorgde in Elzas en die tot in de Rijksdag werd besproken.

### Eerste Wereldoorlog
Begin 1914 werd von Deimling bevorderd tot infanteriegeneraal (General der Infanterie). Bij aanvang van de oorlog was zijn 15e Legerkorps ingezet bij Mulhouse. De Fransen slaagden erin deze stad in te nemen, wat voor stevige kritiek op von Deimling zorgde. Daarna werd het 15e Legerkorps naar de Saar gezonden waar het viel onder het 6e Leger van prins Rupprecht van Beieren. Von Deimling weigerde diens bevel om aan te vallen op te volgen, verwijzend naar het Schlieffenplan dat voor die sector een defensieve rol voorzag.

#### Aisne
In september 1914 werd het 15e Legerkorps verplaatst naar Aisne. Daar liet hij zijn troepen herhaaldelijk aanvallen bij Corbeny en Craonne ondanks het ontbreken van artilleriesteun en ondanks uitdrukkelijke bevelen van hogerhand. Het legerkorps verloor bij deze aanvallen alle regimentsbevelhebbers en een groot deel van de manschappen.

#### Ieper

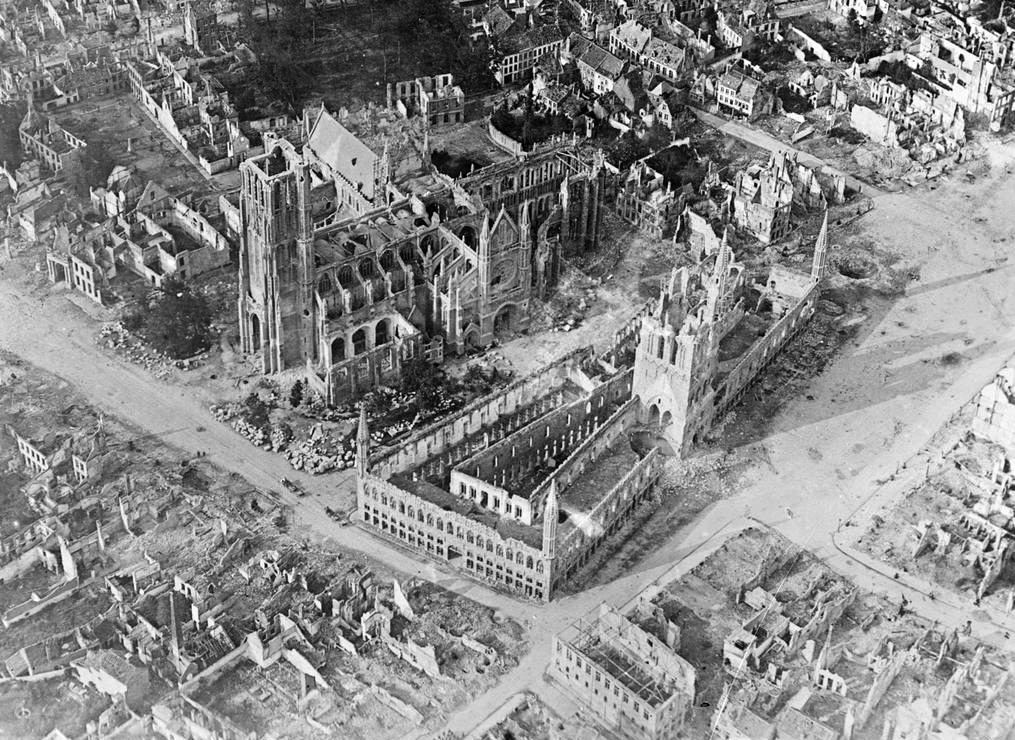
Luchtfoto van Ieper in 1919

In oktober 1914 verhuisde het 15e Legerkorps naar Vlaanderen om de aanval op Ieper van het 6e Leger op de flank te dekken. Zijn troepen wisten ondanks zware verliezen Zandvoorde in te nemen maar de aanval strandde op 31 oktober bij Geluveld. Von Deimling werd zelf licht gewond door artillerievuur. Vanaf 3 november liet von Deimling opnieuw aanvallen ondanks de zware verliezen die al geleden waren. Von Deimling onderschatte herhaaldelijk de slagkracht en moraal van de Britten. Bij een nieuwe aanval op 17 november werden op 5 minuten 2.500 Duitse soldaten gedood of gewond. Deze herhaalde dodelijke aanvallen leverden hem de bijnaam 'de slachter van Ieper' op. Von Deimling liet ook de Lakenhalle van Ieper bombarderen, ook al waren zijn overste Rupprecht van Beieren en opperbevelhebber generaal Erich von Falkenhayn hier geen voorstander van.
Begin 1915 werd het 15e Legerkorps van von Deimling, die bekendstond om zijn meedogenloze houding, uitgekozen om de eerste gasaanvallen uit te voeren. Zijn korps bemande in maart 1915 de loopgraven langs het kanaal Ieper-Komen. De geplande aanval met gasflessen kon echter niet doorgaan wegens een ongunstige wind. In mei 1915 voerde het 15e Legerkorps alsnog een gasaanval uit maar zonder succes.

#### Verdun
Eind 1915 werd het 15e Legerkorps verplaatst naar Verdun. Begin juni 1916 wist de 50e Infanteriedivisie die aan zijn legerkorps was toegevoegd Fort Vaux te veroveren op de Fransen. Deze symbolisch belangrijke overwinning leverde von Deimling de onderscheiding Pour le Mérite op.

#### Verder verloop

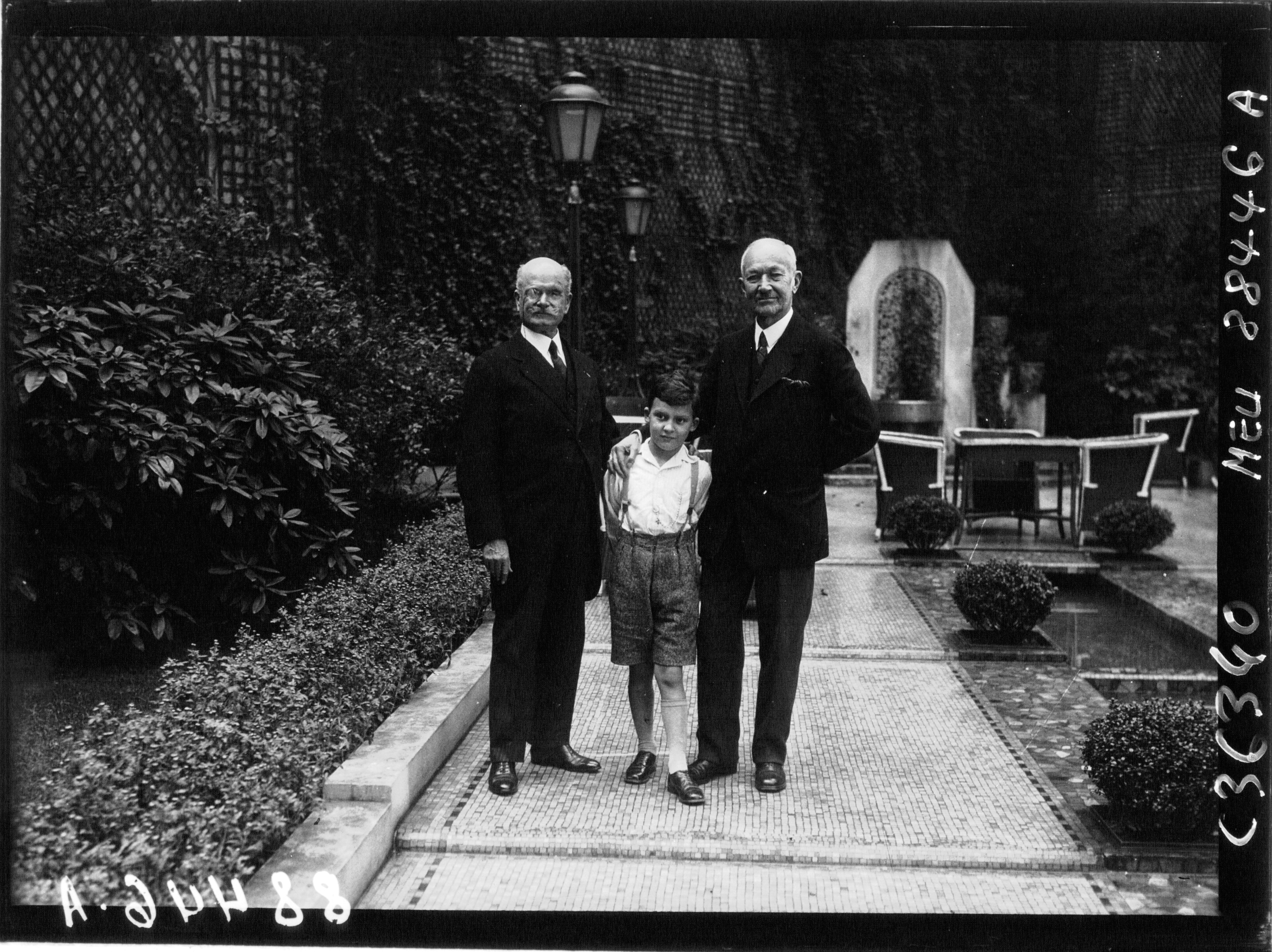
Von Deimling (rechts) met de Franse kolonel Yves Picot in 1931

In oktober 1916 werd het 15e Legerkorps verplaatst naar Somme en eind dat jaar naar de Vogezen in een rustige sector. Bij een grote reorganisatie in mei 1917 werd von Deimling, in wie de legerleiding alle vertrouwen had verloren, ontheven van zijn functie en hij verdween uit actieve dienst. Hij werd benoemd tot erebevelhebber van het Infanterieregiment 132.

### Na de oorlog
Von Deimling trok zich terug in Baden-Baden en ontpopte zich bij het einde van de oorlog, toen het duidelijk werd dat de oorlog verloren was, als pacifist. Hij werd tijdens de Weimarrepubliek lid van de Deutsche Demokratische Partei en schreef politieke artikels. Hij hield redevoeringen tegen herbewapening en voor de republiek en voor mensenrechten. Na de machtsovername van de NSDAP werd von Deimling politiek monddood gemaakt. Hij overleed op 90-jarige leeftijd.